# Hypseochloa
Genre
Hypseochloa est un genre de plantes monocotylédones de la famille des Poaceae, sous-famille des Pooideae, originaire d'Afrique tropicale, qui comprend deux espèces.
Ce sont des plantes herbacées annuelles, aux tiges de 4 à 30 cm de haut, aux inflorescences en panicules ouvertes. Ces espèces mésophytes préfèrent les habitats ouverts et se rencontrent dans les prairies de montagne de l'Afrique tropicale. Les deux espèces sont endémiques l'une du mont Cameroun (Hypseochloa cameroonensis), l'autre des monts Matengo en Tanzanie (Hypseochloa matengoensis).
ÉtymologieLe nom générique « Hypseochloa » dérive de deux racines grecques, ὕψι (hypsi), en haut, dans les hauteurs, et χιόa (chloa), herbe, en référence à l'habitat d'altitude élevée de ces plantes herbacées.

## Caractéristiques générales
Les espèces de ce genre regroupent des plantes herbacées annuelles,  hermaphrodites, cléistogames ou chasmogames, présentant des inflorescences en panicules ouvertes, composées d'épillets solitaires et pédicellés. Les épillets présentent  une minuscule extension du rachillet et sont sous-tendus par deux glumes équivalentes, à trois à cinq nervures. La lemme, aux bords enroulés qui s'accrochent aux carènes de la paléole, est dotée d'une arête dorsale genouillée. Les fleurons comptent deux lodicules membraneux, trois anthères et un ovaire glabre surmonté de deux stigmates,

## Taxinomie
Le genre Hypseochloa a été décrit par le botaniste britannique Charles Edward Hubbard et publié en 1936 dans le Bulletin of Miscellaneous Information Kew 1936(5): 300, f. 1. L'espèce-type est Hypseochloa cameroonensis C.E. Hubb.
Charles Edward Hubbard a séparé le genre Hypseochloa des genres Agrostis et Aira sur la base des glumes présentant 5 nervures.

### Liste d'espèces
Selon The Plant List (30 septembre 2017) :
- Hypseochloa cameroonensis C.E.Hubb.
- Hypseochloa matengoensis C.E.Hubb.